# Marselan
Marselan ist eine Rotweinsorte, eine Neuzüchtung zwischen den Sorten Cabernet Sauvignon x Grenache Noir. Die Kreuzung erfolgte 1961 durch den französischen Ampelographen Paul Truel in der Domaine de Vassal, einer Außenstelle des Institut National de la Recherche en Agronomie der Universität von Montpellier. Der Name Marselan lehnt sich an den Ortsnamen Marseillan an, wo die Sorte erstmals angebaut wurde. Erst 1990 wurde die Sorte in die Sortenliste des CTPS aufgenommen. Seit Juni 2007 liegt eine Genehmigung durch das US-amerikanische Alcohol and Tobacco Tax and Trade Bureau vor, die Rebsorte auf dem Etikett importierter Weine aufzuführen.
Züchtungsziel war es, die Finesse eines Cabernet Sauvignon mit der Hitzeresistenz eines Grenache zu kombinieren. Die Sorte verfügt über sehr kleine Beeren, was zu einem geringen Ertrag führt. Insofern wurde das Züchtungsziel der Ähnlichkeit mit Cabernet Sauvignon nicht erreicht und der Sorte während vieler Jahre kaum Aufmerksamkeit zuteil. Erst ihre natürliche Robustheit gegen eine Vielzahl von Rebkrankheiten macht die Sorte für die Winzer interessant. Der erste sortenreine Marselan-Wein stammte aus dem Jahr 2002 und wurde in der Nähe von Carcassonne auf dem Weingut Domaine Devereux gekeltert. Insbesondere in der Region der Costières de Nîmes hat sich der Marselan etabliert und ist als ausgewogener und fruchtiger Rotwein mit einer Betonung der Tannine beliebt. Der Marselan ist für seinen ungewöhnlich hohen Polyphenolgehalt bekannt. Kleine Bestände sind auch in der Schweiz bekannt.

## Verbreitung
Die mittelspät reifende Sorte (22 – 25 Tage nach dem Gutedel) ist seit 1997 in ganz Südfrankreich zugelassen und der größte Anteil der bestockten Rebflächen (2.255 Hektar, Stand 2007) steht in den Départements Aude, Hérault und Gard. Kleinere Anpflanzungen sind auch im Libanon, in Uruguay und in den USA bekannt. In Kalifornien werden die Setzlinge insbesondere in den Weinbaugebieten der North Coast AVA eingesetzt. Seit einigen Jahren wird die Rebsorte auch in Bulgarien (thrakische Tiefebene) mit großem Erfolg angebaut.
Für den Weinbau in China wurde der Rebsorte 2016 ein durchschlagender Erfolg prognostiziert; diese Einschätzung wurde 2021 erneut publiziert Seit 2019 ist Marselan eine von vier neuen roten Rebsorten, die in der Bordeaux-Weinproduktion zugelassen sind, um für die Folgen der globalen Erwärmung im Weinbau gerüstet zu sein.
Siehe auch die Artikel Weinbau in Frankreich, Weinbau in Uruguay, Weinbau in den Vereinigten Staaten und Weinbau im Libanon.